# Fuxerna socken
Fuxerna socken i Västergötland ingick i Flundre härad, ingår sedan 1971 i Lilla Edets kommun och motsvarar från 2016 Fuxerna distrikt.
Socknens areal är 24,52 kvadratkilometer varav 22,00 land. År 2000 fanns här 4 487 invånare.  Tätorterna Lilla Edet, med sockenkyrkan Fuxerna kyrka, samt Göta ligger i socknen.

## Administrativ historik
Socknen har medeltida ursprung.
Vid kommunreformen 1862 övergick socknens ansvar för de kyrkliga frågorna till Fuxerna församling och för de borgerliga frågorna bildades Fuxerna landskommun. År 1890 bildades Lilla Edets municipalsamhälle inom Fuxerna landskommun. Municipalsamhället upplöstes 1951 när landskommunen ombildades till Lilla Edets köping som 1971 ombildades till Lilla Edets kommun. Församlingen uppgick 2002 i Fuxerna-Åsbräcka församling.
1 januari 2016 inrättades distriktet Fuxerna, med samma omfattning som församlingen hade 1999/2000.
Socknen har tillhört län, fögderier, tingslag och domsagor enligt vad som beskrivs i artikeln Flundre härad. De indelta soldaterna tillhörde Västgöta regemente, Barne kompani och de indelta båtsmännen tillhörde Västergötlands båtsmanskompani..

## Geografi
Fuxerna socken ligger sydväst om Trollhättan med Göta älv i väster. Socknen har odlingsbygd vid älven och bergig skogsbygd öster därom.
Långemossens naturreservat som delas med Fors socken i Trollhättans kommun är ett kommunalt naturreservat. Största insjö är Ryrsjön.
Sätesgårdar var Hanströms herrgård och Tysslanda säteri.
I Lilla Edet fanns förr ett gästgiveri.
| - Lilla Edet var vid 1880-talet en köpingsliknande plats. - Fuxerna var kyrkby - Högstorp.. - Kullos, en stor by som vid 1800-talets slut ingick i Lilla Edet. - Tysslanda, en by vid Göta älv och belägen norr om Lilla Edet. | - Hanström, herrgård vid Göta älv. - Lunden, en gård lydande under Haneström. - Maryr, en gård som tillhörde Haneström. - Presseryr, en gård vid Göta älv. - Ryr, en gård under Haneström. - Tysslanda, en herrgård. - Vråna, en gård under Haneström. - Överbol, en gård som löd under Haneström. |

## Fornlämningar
Några boplatser och lösfynd från stenåldern är funna. Från bronsåldern finns gravrösen, skålgropsförekomster och hällristningar. Ett fynd med fyra bronssvärd har påträffats.

## Befolkningsutveckling
Befolkningen ökade stadigt från 893 1810 till 4 468 1990.

## Namnet
Namnet skrevs 1372 Fuxerne kommer från kyrkbyn. Efterleden innehåller arin, grusö, grusig mark'. För tolkningen av Fux har dimma föreslagits.